# رابرت آلن (بازیکن فوتبال)
رابرت آلن (انگلیسی: Robert Allan؛ زادهٔ) بازیکن فوتبال است.
از باشگاه‌هایی که در آن بازی کرده‌است می‌توان به باشگاه فوتبال ساندرلند اشاره کرد.